# Rho del Taure
Rho del Taure (ρ Tauri) és un estel a la constel·lació del Taure membre del cúmul de les Híades. De magnitud aparent +4,66, s'hi troba a 158 anys llum de distància del sistema solar.

## Característiques
Rho del Taure és una estrella blanca de la seqüència principal de tipus espectral A8V. Té una temperatura efectiva de 7.640 ± 125 K i una lluminositat 29 vegades superior a la lluminositat solar. Gira sobre si mateixa amb una velocitat de rotació igual o major de 144 km/s i té una massa 2,10 vegades major que la del Sol. En el seu nucli fusiona hidrogen en heli, havent recorregut el 87% del seu trajecte com a estel de la seqüència principal. D'altra banda, Rho Tauri és una binària espectroscòpica amb un període de 488,5 dies. L'òrbita és poc excèntrica (e = 0,09).
Rho del Taure posseeix una metal·licitat superior a la solar en un 31% ([Fe/H] = +0,12), en línia amb el contingut metàl·lic mitjà de les Híades. Elements com a níquel, sodi i itri són significativament més abundants en Rho del Taure que en el Sol. Aquest últim element és gairebé quatre vegades més abundant ([I/Fe] = +0,57), cosa que també concorda amb l'elevat nivell d'aquest metall observat en els membres de les Híades.

## Variabilitat
Rho Tauri és una variable Delta Scuti la lluentor del qual varia 0,01 magnituds en un període de 0,0670 dies. Les variables Delta Scuti, ocasionalment anomenades cefeides nanes, experimenten variacions en la seva lluminositat causades per polsacions radials i no radials de la seva superfície. Caph (β Cassiopeiae), ρ Puppis, θ2 Tauri i υ Ursae Majoris són les més brillants dins d'aquest grup.